# Старший Брат
Старший Брат (англ. Big Brother) — персонаж роману Джорджа Орвелла «1984», одноосібний лідер держави Океанія і партії «Ангсоцу».

## Особистість
Зображується як чорновусий чоловік у віці близько 45 років, з грубим, але по-чоловічому привабливим обличчям. Особа Старшого Брата зображується на численних плакатах, розвішаних по всьому Лондону.
 На кожному майданчику зі стіни дивилася все та сама особа. Портрет був виконаний так, що, куди б ти не став, очі тебе не відпускали. СТАРШИЙ БРАТ ДИВИТЬСЯ НА ТЕБЕ — свідчив підпис. — "1984", переклад В. Голишева, частина перша, розділ I
У телепередачах він постає як непогрішний лідер всієї Океанії. Чи існує Старший Брат як особистість або він є лише образом, створений пропагандою, невідомо. Головний герой, Вінстон Сміт, запитує свого ката О'Браєна: «Існує він в тому сенсі, в якому існую я?», І отримує відповідь: «Ви не існуєте. <…> Втім, це навряд чи має значення. Старший Брат існує і безсмертний — як уособлення партії».

## Шлях до влади
Старший Брат був одним з лідерів революції, що відбулася у Великій Британії в п'ятдесятих роках. Затвердження одноосібної влади Старшого Брата почалося в 1960 році, з цього часу почалося винищення керівників партії, які безпосередньо брали участь в революції. Зокрема, в середині шістдесятих були страчені за сфабрикованими звинуваченнями партійні лідери Джонс, Аронсон і Резерфорд, втік з країни Емануїл Ґолдштайн. До початку 1970-х років Старший Брат став одноосібним правителем Океанії. Після його приходу до влади, була повністю переписана історія Океанії, Старший Брат став її головною дійовою особою, одноосібним лідером партії ще з дореволюційних часів.

## Можливі прообрази

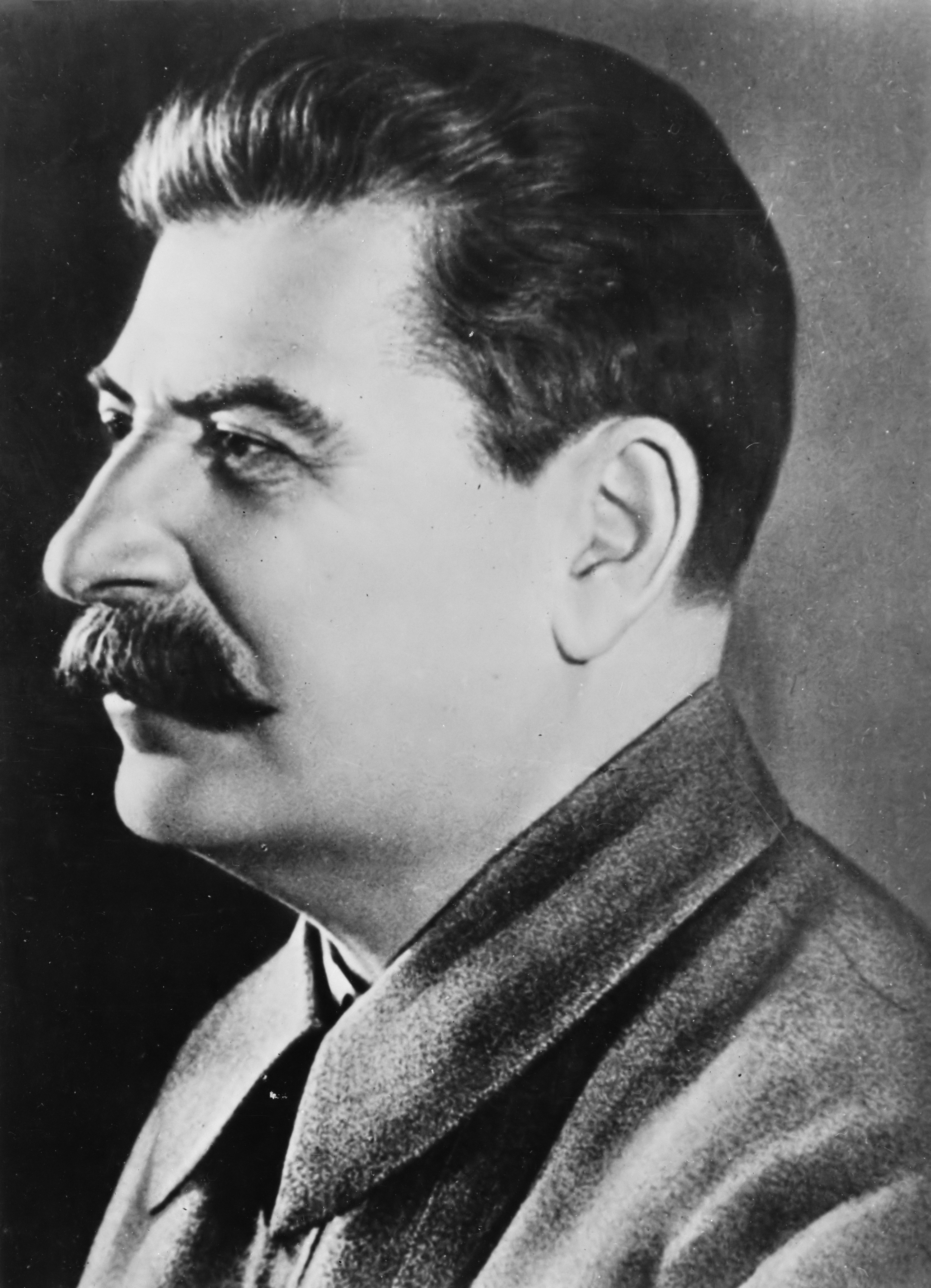
Йосип Сталін — найімовірніший прообраз Старшого Брата

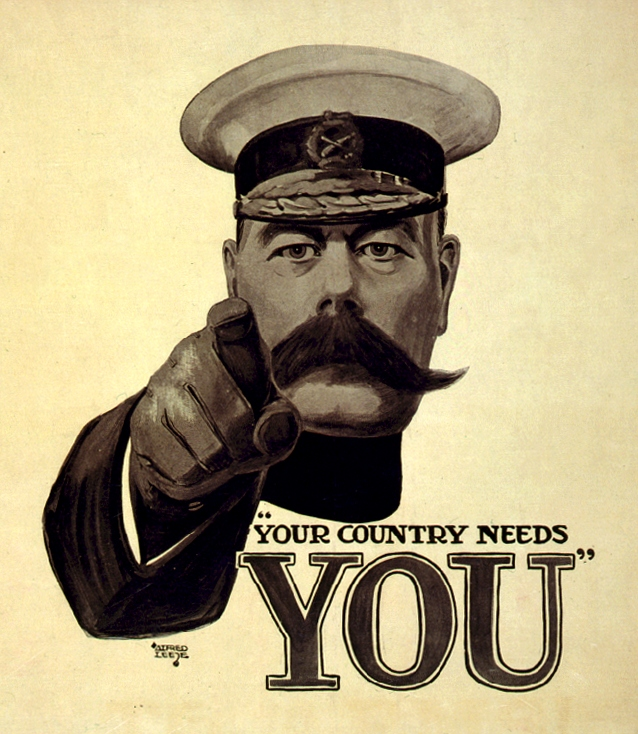
«Твоя країна потребує тебе!» Горацій Китченер англійською плакаті часів Першої світової війни

Є кілька версій щодо того, хто міг бути прообразом Старшого Брата. Як прототип океанського диктатора називають більшовицького диктатора Йосипа Сталіна і Герберта Кітченера, військового міністра Великої Британії під час Першої світової війни. Зовнішність і манера правління цих людей збігається з описом Старшого Брата в цьому романі.

## У масовій культурі
Після випуску роману «Старший Брат» стало загальним ім'ям для держави або іншої подібної організації, яка прагне встановити тотальне стеження або контроль над народом.
1998 року була заснована щорічна «Премія Старшого Брата» за найбрутальніше порушення свободи громадян державою або компанією.
У книзі «101 найвпливовіша неіснуюча особистість» (США, 2006) Старший Брат, що став символом тоталітаризму і урядового контролю над людиною, посів друге місце, поступившись лише ковбоєві Мальборо.